# Talbot Lago T26C

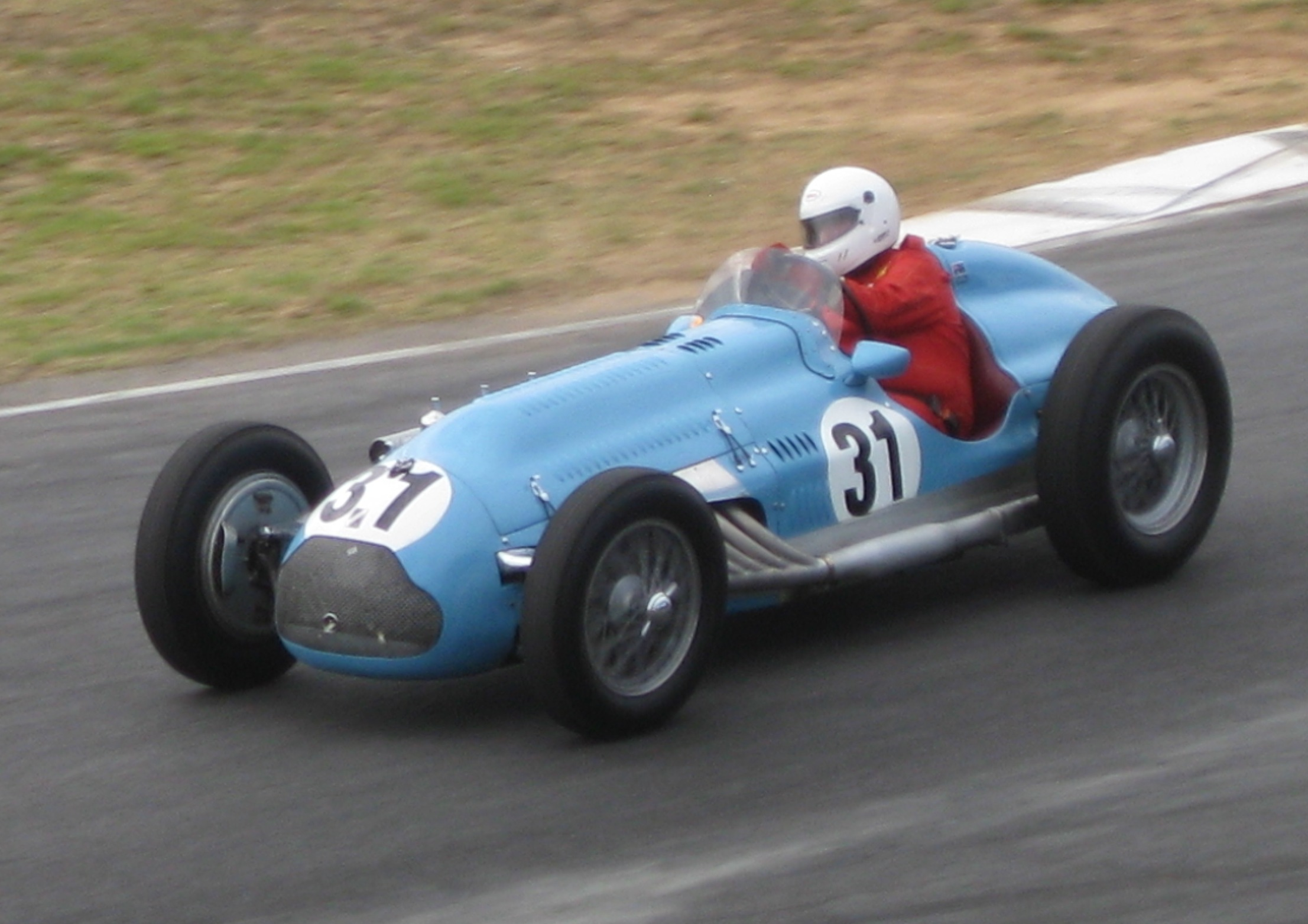
Talbot Lago T26C

O  T26C é o modelo que a Talbot Lago utilizou nas temporadas de 1950 e 1951 da Fórmula 1.Teve como pilotos Jean Achard,Eugène Chaboud,Louis Chiron,Johnny Claes,Philippe Étancelin,Yves Giraud-Cabantous,Duncan Hamilton,Pierre Levegh,Henri Louveau,Guy Mairesse,André Pilette,Charles Pozzi,Louis Rosier,Harry Schell,Raymond Sommer e Jacques Swaters.
1. ↑  https://www.statsf1.com/pt/talbot-lago-t26c.aspx